# 動畫國際公司
動畫國際公司（日語：株式会社アニメ・インターナショナルカンパニー，縮寫：AIC），是日本動畫企劃及製作公司。

## 概要
成立人為三浦亨，第一份統包工作是於1980年製作電視動畫《原子小金剛》。當時公司仍在雛形階段，其後於1982年正式成立。1980年代後期以參與OVA作品為主，1995年製作的《天地無用！》首度擔任電視動畫的總承包商。同期亦成立了出版部門，輔助相關動畫的宣傳，最有標誌性的是「AIC Comic LOVE」。
2000年代，公司業務擴展，已分開3條工作線「AIC Digital」、「AIC Spirits」及「AIC ASTA」，惟大部分作品上的動畫製作依然標示為「AIC」，直到2003年下半年才開始注明。AIC Digital的作品多跟另一公司GONZO合作；AIC Spirits最接近初期AIC的製作模式；AIC ASTA則是邀請公司外人士參與主製作班底。隨後於2006年又加入了「AIC PLUS+」及「AIC 寶塚」，兩條工作線皆與小型動畫工作室的收購有關，前者駐守於西東京市，後者則如其名駐於兵庫縣寶塚市。
2008年，5條工作線漸見成熟，但亦容許多線合作的作品再次使用「AIC」名義。2010年，公司整頓並名義上結束「AIC 寶塚」，加入「AIC Build」及「AIC Classic」兩條工作線，兩者均為一開始就投入自社企劃，並未參與協力製作。前者改編小說形式故事作品為主，後者則以稍為復古的風格演繹故事。另於同年9月，彈珠機生產商Oizumi收購，全資成為旗下子公司。後來於2011年3月再售予Aplix，同樣作為全資子公司。
2012年，公司展開日本國外設立動畫製作基地和工作室的長遠計劃。同期再設立新工作線「AIC Frontier」。
2013年2月，AIC Spirits的製作人帶領一部分成員離開，獨自成立Production IMS；同年5月，AIC Classic的製作人亦帶領一部分成員離開，聯同早年結束合作的蒼井啟監督成立TROYCA。8月，公司宣佈制訂企劃開始三個月內製成作品並於電視播放的全新模式。
2014年1月20日，母公司Aplix指其業績自2012年起長期積弱，而且能否回復難以預測。經商討以後，母公司決定由三浦亨以8000日圓的作價回購全數股份，讓AIC再次成為獨立公司。與此消息相對應的是，公司在積弱時期就有多項作品之新季度企劃被其他動畫公司接收，例子有《我的妹妹哪有這麼可愛。》、《魔劍姬！通》、《天降之物 Final 永遠的我之鳥籠》、《約會大作戰Ⅱ》、《Persona4 the Golden ANIMATION》等。
之後旗下所有工作線亦全部合併，於作品上不再分開標示。

## 製作

### AIC（成立至2003年）

#### 電視動畫
- （1987年-1988年）
- 蠟筆小新（クレヨンしんちゃん）（總承包商：SHIN-EI動畫，各話協力製作，1992年）
- 天地無用！系列
  - 天地無用！（1995年）
  - 新・天地無用！（1997年）
  - 天地無用！GXP（2002年）
- 神秘的世界系列（神秘の世界エルハザード）
  - 神秘的世界（1995年－1996年）
  - 異次元的世界（異次元の世界エルハザード）（1998年）
- 魔法少女砂沙美 （1996年）
- 大運動會（バトルアスリーテス 大運動会）（1997年）
- 吸血姬美夕（1997年－1998年）
- BURN-UP EXCESS（動畫製作：MAGICBUS，1997年－1998年）
- 羅德斯島戰記-英雄騎士傳-（ロードス島戦記-英雄騎士伝-）（1998年）
- Night Walker -真夜中の探偵-（1998年）
- 泡泡糖危機2040（1998年-1999年）
- A.D.POLICE  （1999年）
- 平行世界物語（日语：デュアル!ぱられルンルン物語）（1999年）
- 課長王子 （1999年）
- 此時此刻的我，又譯超時空幻境（今、そこにいる僕）（1999年－2000年）
- 蟲孽（1999年－2000年）
- （2001年）
- 超齡細公主（與GAINAX共同製作，2002年－2003年）
- 戰爭程序員白瀨（2003年）

#### OVA
- （第3作品目以後、1984年-1987年）
- 無限地帶23 （ARTLAND共同制作、1985年-1989年）
- 戰鬥吧！！伊庫薩1 （1985年-1987年）
- （1987年-1989年）
- 吹泡糖危機（ARTMIC共同制作、1987年-1991年）
- 龍世紀 （1988年）
- 吸血姬美夕（1988年-1989年）
- 冥王計劃傑歐萊馬（1988年-1990年）
- 天地無用！魎皇鬼（1992年－2010年）
- 暗黑破壞神（1992年-1993年）
- （1993年）
- 幸運女神 （1993年-1994年）
- ツインビー ウィンビーの1/8パニック（童夢共同制作、1994年）
- （1995年-1997年）
- 神秘的世界（1995年-1996年）
- 神秘的世界2（1997年）
- Space Ofera 阿卡魯達（1998年）
- 御先祖賛江系列
  - 御先祖賛江 （1998年-1999年）
  - 續・御先祖賛江 （2000年-2001年）
- （1999年）
- 鬼点睛（2000年）
- （2000年-2001年）

#### 電影
- 劇場版 天地無用！系列
  - 劇場版 天地無用! in LOVE （1996年）
  - 劇場版 天地無用! 真夏のイヴ （1997年）
  - 劇場版 天地無用! in LOVE2 遙かなる想い （1999年）
- 幸運女神（劇場版） （2000年）
- PARASITE DOLLS （2003年）

#### 網路動畫
- 魔法遊戯（2001年）

### AIC（綜合工作線，2003年－2014年）

#### 電視動畫
- 異域傳說（制作公司：東映動畫，各話制作協力，2005年）
- 神劍好小子（2009年）
- 貓願三角戀 （2009年）
- 輕聲密語（2009年）
- 神隱之狼 （2010年）
- 嬌蠻貓娘大橫行（2010年）
- 祝福的鐘聲（2010年）
- 聖誕之吻系列
  - 聖誕之吻SS（2010年）
  - 聖誕之吻SS+ plus（2012年）
- R-15（2011年）
- 一起一起這裡那裡（2012年）
- 生徒会的一存 LV2（2012年）

### AIC Digital（2003年－2014年）

#### 電視動畫
- 幸運女神全新系列
  - 幸運女神（2005年）
  - 幸運女神 各自的羽翼（2006年）
  - 幸運女神 戰鬥之翼（2007年）
- 曙光少女（GONZO共同制作，2005年-2006年）
- 南瓜剪刀（GONZO共同制作，2006年-2007年）
- 瀨戶的花嫁（GONZO共同制作，2007年）
- S·A特優生（GONZO共同制作，2008年）

#### OVA
- Candy☆Boy系列
  - Candy boy （2007年）
  - Candy boy episode:01～04（2008年），05（2009年）

### AIC Spirits（2003年－2013年）

#### 電視動畫
- 女孩萬歲 系列
  - 女孩萬歲first season（2004年）
  - 女孩萬歲second season（2005年）
- BURN-UP SCRAMBLE（2004年）
- TOKKO 特公（Group Tac共同制作，2006年）
- 砂沙美魔法少女俱樂部（2006年）
- 吉宗（GONZINO、銀畫屋共同制作，2006年）
- 東京魔人學園劍風帖 龍龍（2007年）
- 節哀唷♥二之宮同學（2007年）
- （2008年）
- 食靈-零-（喰霊-零-）（與Asread共同製作，2008年）
- 強襲魔女2（2010年）
- 魔劍姬！（2011年）

#### OVA
- （2004年）
- 異世界聖機師物語（2009年-2010年）

### AIC ASTA（2003年－2014年）

#### 電視動畫
- 神魂合體系列（OLM共同制作）
  - 神魂合体ゴーダンナー!! （2003年）
  - 神魂合体ゴーダンナー!! SECOND SEASON （2004年）
- * To Heart 〜Remember my Memories〜（與OLM共同製作）
- 魔法少女加奈 （2005年）
- 槍與劍 （2005年）
- 純愛手札 Only Love（2006年-2007年）
- 甜蜜偶像 （TNK共同制作、2006年）
- 竹劍少女（2007年）
- 天體戰士桑雷德系列
  - 天体戦士桑雷德 （2008年-2009年）
  - 天体戦士桑雷德（第2期） （2009年-2010年）
- 天降之物系列
  - 天降之物（2009年）
  - 天降之物forte（2010年）
- Persona4 the ANIMATION （2011年）
- 人類衰退之後（2012年）

#### 電影
- （2009年）

#### 劇場作品
- 天降之物 計時的悲傷女神 （2011年）

### AIC PLUS+（2006年－2014年）

#### 電視動畫
- GA 藝術科美術設計班 （2009年）
- 玩伴貓耳娘！（あそびにいくヨ!）（2010年）
- 眾神中的貓神（2011年）
- 約會大作戰（2013年）
- Super Seisyun Brothers -超青春姐弟s-（2013年）

#### 電影
- 問答魔法學院（2008年）

### AIC Build（2010年－2014年）

#### 電視動畫
- 我的妹妹哪有這麼可愛！（2010年）
- 我的朋友很少（2011年）
- 戀愛與選舉與巧克力（2012年）
- 我的朋友很少NEXT（2013年）

### AIC Classic（2010年－2014年）

#### 電視動畫
- 放浪男孩（2011年）
- 公立海老栖川高校天闷部（2012年）
- 琴浦小姐（2013年）

### AIC Frontier（2012年－2014年）
- 御宅英文！小緞帶 ～用英語戰鬥的魔法少女～（2012年）
- 天使之滴（2013年）
- the TV（2013年）

### AIC（2014年－）

#### 電視動畫
- 愛·天地無用！（2014年）

#### 劇場版
- 強襲魔女劇場版（2012年）

#### OVA
- 天地無用！魎皇鬼（第四期；2016年）

## 外部連結
- AIC （日語）